# San Basilio (Argentina)
San Basilio é um município da província de Córdova, na Argentina.